# Rustem Kelejsáyev
Rustem Kazbékovich Kelejsáyev –en ruso, Рустем Казбекович Келехсаев– (10 de febrero de 1969) es un deportista ruso de origen osetio que compitió en lucha libre. Ganó tres medallas en el Campeonato Europeo de Lucha entre los años 1992 y 1994.

## Palmarés internacional
| Representando a la CEI |                    |                   |           |
| Campeonato Europeo     |                    |                   |           |
| Año                    | Lugar              | Medalla           | Categoría |
| 1992                   | Kaposvár (Hungría) | Medalla de bronce | 82 kg     |
| Representando a Rusia  |                    |                   |           |
| Campeonato Europeo     |                    |                   |           |
| Año                    | Lugar              | Medalla           | Categoría |
| 1993                   | Estambul (Turquía) | Medalla de oro    | 82 kg     |
| 1994                   | Roma (Italia)      | Medalla de oro    | 82 kg     |